# Collateral (álbum de Nervo)
Collateral es el álbum de estudio debut de las productoras y disc jockey Australianas NERVO. Su lanzamiento se realizara el 24 de julio de 2015. Cuenta con la colaboración de numerosos artistas tales como Nicky Romero, Hook n Sling, Dev, Kreayshawn, Amba Shepherd, Kylie Minogue, Afrojack & Steve Aoki, entre otros.

## Lista de canciones
| Collateral – Versión digital |                                                                            |                                                             |                      |          |  |
| N.º                          | Título                                                                     | Escritor(es)                                                | Productor(es)        | Duración |  |
| 1.                           | «Bulletproof» (con Harrison Miya)                                          | Miriam & Olivia Nervo                                       | NERVO                | 3:18     |  |
| 2.                           | «Hold On»                                                                  | Nervo                                                       | NERVO & R3hab        | 3:00     |  |
| 3.                           | «Did We Forget» (con Amba Shepherd)                                        | Nervo Amba Shepherd                                         | NERVO                | 4:10     |  |
| 4.                           | «Oh Diana»                                                                 | Nervo                                                       | NERVO                | 3:20     |  |
| 5.                           | «Haute Mess»                                                               | Nervo                                                       | NERVO                | 2:49     |  |
| 6.                           | «Hey Ricky» (Con Dev, Kreayshawn & Alisa)                                  | Nervo Devin Star Tailes Natassia Gail Zolot Alisa Ueno      | NERVO                | 3:03     |  |
| 7.                           | «Let It Go» (junto a Nicky Romero)                                         | Nervo Nick Rotteveel                                        | NERVO & Nicky Romero | 3:25     |  |
| 8.                           | «Rainham Road»                                                             | Nervo                                                       | NERVO                | 3:16     |  |
| 9.                           | «Rise Early Morning» (con Au Revoir Simone)                                | Nervo Erika Forster Annie Hart Heather D'Angelo             | NERVO                | 3:20     |  |
| 10.                          | «The Other Boys» (con Kylie Minogue, Jake Shears & Nile Rodgers)           | Nervo Kylie Ann Minogue Jason Sellards Nile Gregory Rodgers | NERVO                | 4:56     |  |
| 11.                          | «Reason» (junto a Hook n Slings)                                           | Nervo Anthony Maniscalco                                    | Nervo Hook n Sling   | 3:33     |  |
| 12.                          | «Right Thru Me» (con J. Park)                                              | Nervo Jay Park                                              | Nervo Jay Park       | 3:00     |  |
| 13.                          | «You're Gonna Love Again»                                                  | Nervo                                                       | NERVO                | 3:21     |  |
| 14.                          | «We're All No One (NERVO Goes To Paris Remix)» (con Afrojack & Steve Aoki) | Nervo Nick Van De Wall Steve Aoki                           |                      |          |  |
| 15.                          | «It Feels»                                                                 | Nervo                                                       | NERVO                | 3:18     |  |